# Kajetan von Kolowrat-Krakowsky

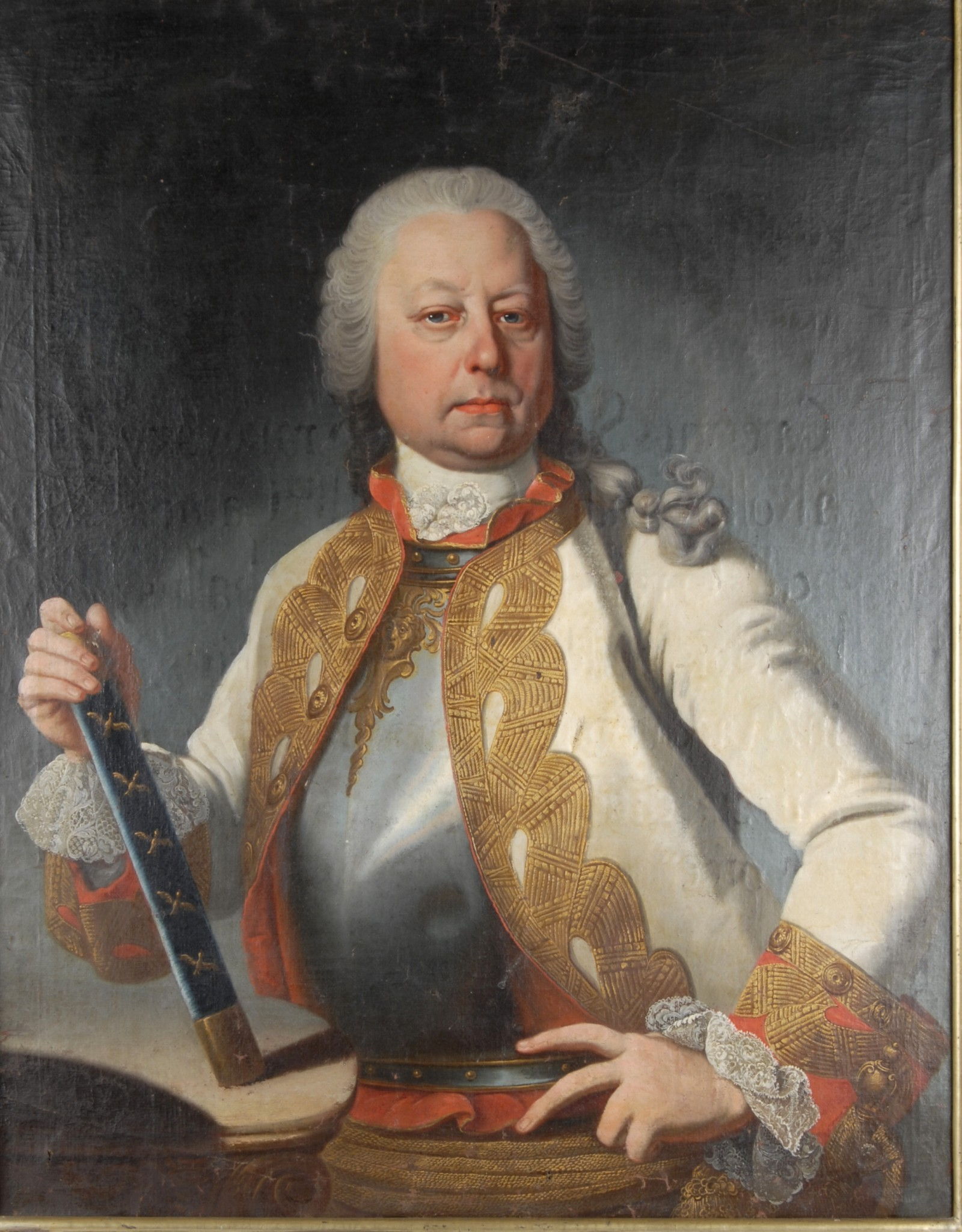
Kajetan von Kolowrat-Krakowsky (1689–1769), k.k. Feldmarschall

Graf Kajetan Franz Xaver von Kolowrat-Krakowsky-Brzeznitz (* 12. Juni 1689; † 1. Oktober 1769 in Brünn, Markgrafschaft Mähren) war k. k. Feldmarschall und Malteserritter.

## Herkunft
Seine Eltern waren der böhmische Hofkanzler Graf Johann Franz von Kolowrat-Krakowsky (* 1647; † 20. November 1723) und dessen Ehefrau die Gräfin Eleonora Claudia von Anguissola († 13. August 1691). Seine älteren Brüder gelangen in höchste Ämter: Wilhelm Albert Franz (1678–1738) war böhmischer Kanzler und Philipp (1688–1773) war Oberstburggraf.

## Leben
Er kam in jungen Jahren als Edelknabe an den kaiserlichen Hof und trat 1706 als Fähnrich in die Kaiserliche Armee ein. Er wurde dort im Jahr 1710 Leutnant und 1713 bei der Belagerung von Landau zum Hauptmann und Kompaniechef befördert. Anschließend wurde er 1722 Major und 1728 Oberstleutnant, 1734 wurde er Oberst im Infanterieregiment Nr. 17. Er zeichnete sich im Feldzug in Italien aus und fiel da dem Feldmarschalls Grafen Königsegg auf.
Im Jahr 1737 wurde er zum Generalmajor befördert und zugleich Inhaber des Regiments Nr. 17. Am 17. November 1741 wurde er zum Feldmarschall-Lieutenant befördert.
Im Österreichischen Erbfolgekrieg kämpfte er 1743 in Böhmen und leitete die Belagerung von Eger. Die Besatzung der Festung kapitulierte am 6. September 1743. Durch sein ritterliches Verhalten erwarb er sich die hohe Achtung des Gegners. Mit der Kapitulation war der letzte Punkt Böhmens vom Feinde befreit.
Nach dem Krieg wurde er am 12. Juni 1754 mit Rang vom 20. November 1748 Feldzeugmeister. Während des Siebenjährigen Kriegs erhielt er als Nachfolger des verstorbenen Generals Ottavio Piccolomini das Kommando über die Armee in Königgrätz. Am 3. Mai 1758 wurde er auch zum Feldmarschall und zum kommandierenden General in Mähren ernannt.
Kolowrat war als Malteserritter nicht verheiratet.